# Campofrío (Huelva)
Campofrío es un municipio español de la provincia de Huelva, comunidad autónoma de Andalucía. El municipio cuenta con una población de 724 habitantes (INE 2024). Su extensión superficial es de 48 km² y tiene una densidad de 14,2 hab/km². Se encuentra situada a una altitud de 523 metros y a unos 84 kilómetros de Huelva.
El municipio forma parte de la comarca de la Cuenca Minera. Asentada en una de las zonas más llanas del término, la estructura urbana de Campofrío evidencia un ejemplo de núcleo serrano compacto que ha ido creciendo en torno a la zona central, formada por la iglesia parroquial y la plaza, hacia la que convergen las principales calles. Por la orografía de la zona, el municipio ha tenido que crecer hacia el Sur, buscando las vías de comunicación de las Ventas, que se ha convertido en uno de los ejes más importantes del pueblo.

## Topominia
El término toponímico parece tener su origen en las primeras ocupaciones por parte de los nuevos conquistadores castellanos. Con el término de Campofrío probablemente se aluda a la situación poco protegida de los rigores del clima, por ser una zona «umbrosa».

## Historia
Los primeros asentamientos humanos datan de la Edad del Bronce. Igualmente se han encontrado restos de la época ibérica como sepulcros y una estela de piedra desaparecida en la actualidad. Del período romano existen restos de una calzada romana y una necrópolis en el Risco del Tesoro.
Las primeras citas históricas del pueblo datan de la Baja Edad Media, exactamente de los años 1401 y 1411, en las que se hace referencia a esta aldea. Perteneció a la jurisdicción de Aracena hasta que en 1753 consiguió la segregación por Real Privilegio otorgado por el rey Fernando VI. Los más antiguos manuscritos existentes en la villa datan de mediados del siglo XVI y corresponden al archivo eclesiástico. En él se reconoce la existencia en la aldea de 18 pequeños asentamientos, de los que hoy tan sólo quedan dos. Estos fueron: Casa de Arriba, Calvario, El Puerto, Los Ramos, Del Camino, De Los Duques, El Toril, La Melosa, El Olmo, El Cabezo, El Acebuchal, La Copa, El Moral, Las Mojedas, La Ladera, Ventas de Abajo, Ventas de Arriba y La Majada. Ello nos da una idea de la gran dispersión de su poblamiento durante esta época. 
De vital importancia en la vida económica del municipio resultaba el papel desempeñado por las cofradías, en especial la de Santiago Apóstol. Esta cofradía, aunque arraigada y constituida en Campofrío, contaba con feligreses y seguidores de toda la comarca llegando a tener un importante poder político y económico, sobre todo en la segunda mitad del siglo XVIII.

## Demografía
Campofrío cuenta con una población de 724 habitantes (INE 2024).
| Gráfica de evolución demográfica de Campofrío entre 1842 y 2021                                                     |
| |
| Población de derecho según los censos de población del INE Población de hecho según los censos de población del INE |

## Economía

### Evolución de la deuda viva municipal
| Gráfica de evolución de Deuda viva del Ayuntamiento de Campofrío entre 2008 y 2021                                |
| |
| Deuda viva del Ayuntamiento de Campofrío en miles de Euros según datos del Ministerio de Hacienda y Ad. Públicas. |

## Patrimonio
- Iglesia San Miguel Arcángel, situada en la Plaza de la Constitución de Campofrío (Huelva) En su mayor parte, el edificio es de estilo neoclásico de finales del siglo XVII, con la singularidad de contar con una sacristía gótica de los últimos años del siglo XV
- La Plaza de toros de Campofrío es considerada la más antigua de España con documentación que lo acredita. Su construcción comenzó en 1716, lo cual la convierte en una de las más antiguas que se conservan en España.y ha sido declarada Bien de Interés Cultural.
- La Cruz de los Dolores es un monumento situado en lo alto de La Picota, sobre un antiguo mojón romano.

- El pasodoble homónimo de Campofrío, compuesto por el músico onubense Rafael Prado, se estrenó en la Plaza de toros de Campofrío el 3 de mayo de 2003, dentro de los actos de la celebración del 250 Aniversario de la exención de Campofrío de la Jurisdicción de Aracena.[6]
- el Puente Romano sobre el río Odiel que daba acceso por la antigua calzada romana la calzada Urium-Augusta Emerita.
- Dique de Campofrío: construcción, en 1883, de la presa de Campofrío en el arroyo de dicho nombre con el fin de prestar servicio a la cuenca minera de Riotinto-Nerva. Posteriormente, entre 1940 y 1950, se recreció para hacer frente a las demandas que requería el aumento de la producción minera.